# Johnny Dyer
Johnny Dyer (Rolling Fork, 1938. december 7. – San Dimas, 2014. november 11.) amerikai bluesharmonikás, énekes.

## Pályafutása
Dyer hét éves korától tanult szájharmonikázni. A Mississippi állambeli Rolling Forkban nőtt fel. Gyerekként gyakran hallotta a rádióállomáson Little Waltert játszani. Ttinédzser korára már akusztikus szájharmonikán játszott, és megalapította saját zenekarát. Az 1950-es évek elején akkor kezdett erősített szájharmonikán játszani, amikor először lépett fel Smokey Wilson mellett. 1958 elején Los Angelesbe költözött. Itt találkozott George „Harmonica” Smith-szel. Együtt léptek fel, közös számlájuk volt. Aztán Dyer létrehozta saját comboját.
Dyer az 1960-as években kiszállt a zeneiparból. Az 1980-as években bukkan fel megint, mert olyan szájharmonikásokkal talált munkát, mint például Shakey Jake Harris, a Harmonica Fats és Rod Piazza. Dyer kiadott néhány kislemezt, köztük az „Overdose of Love”-t, és 1983-ban kiadott egy Johnny Dyer albumot, majd az LA Jukes albumot. A holland Black Magic lemezkiadó pedig kiadta Dyert a Hard Times: „L.A. Blues Anthology” albumon. 2000-ben szerepelt a Long Beach Blues Fesztiválon. 2004-ben Blues Music Award-jelölést kapott az „Blues Song Of The Year” kategóriában a „Hard Times Won” című számért.
Utolsó albumainak egyike a Rolling Fork Revisited (2004) volt, a másikon ppedig Muddy Waters dalainak feldolgozásait hallhatjuk. Dyer a kaliforniai San Dimasban halt meg, 2014. november 11-én, 75 éves korában.
Szólistaként is számos felvételt készített, és más zenészekkel együtt is sokat dolgozott. A Blues Music Award jelöltje volt.

## Albumok
- 1983: Johnny Dyer and the LA Dukes
- 1994: Listen Up
- 1995: Shake It!
- 2004: Rolling Fork Revisited

## Díjak
- „Blues Song Of The Year” kategória, „Hard Times Won” című dal (jelölés)

## Fordítás
- Ez a szócikk részben vagy egészben  a   Johnny Dyer című angol Wikipédia-szócikk fordításán alapul.  Az eredeti cikk szerkesztőit annak laptörténete sorolja fel. Ez a jelzés csupán a megfogalmazás eredetét és a szerzői jogokat jelzi, nem szolgál a cikkben szereplő információk forrásmegjelöléseként.